# Catherine Engelhart

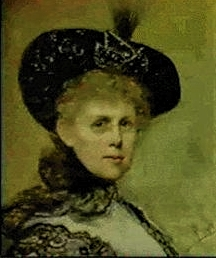
Selbstporträt von Catherine Engelhart

Catherine Engelhart, später Cathinca Amyot (* 6. Februar 1845 in Kopenhagen; † 1926 in Sèvres), war eine dänische Malerin.

## Leben
Caroline Catherine „Cathinca“ Engelhart wurde in Kopenhagen geboren. Sie war eine Tochter Christian Engelharts (1811–1890), des Leiters der Nationalbank, und seiner Frau Nathalie, geborene Rønne. Von 1865 bis 1866 studierte sie Malerei bei Carl Bøgh. Auf der Suche nach der vorzugswürdigsten Schule für Malerei und mit dem Wunsch, ins Ausland zu gehen, besuchte sie ihr Vorbild, die schwedische Künstlerin Sofie Ribbing, in ihrem Atelier im Schloss Christiansborg und bat sie um Rat. Diese war eine Schülerin von Louis Gallait und Karl Ferdinand Sohn gewesen.
So kam es, dass Cathinca Engelhart 1867 nach Brüssel und noch im selben Jahr dem Ruf der Düsseldorfer Malerschule folgte. In Düsseldorf war sie, mit Unterbrechung, bis 1874 Schülerin von Benjamin Vautier und Wilhelm Sohn. Gleichzeitig war sie die Gesellschafterin der Mutter von Richard Sohn und Karl Rudolf Sohn, einer geborenen Emilie Auguste von Mülmann, und lebte im Sohnschen Haus auf der Klosterstraße.
1875 beauftragte König Oskar II. sie mit dem Porträt von Karl XIV. Johann des schwedischen Königshauses Bernadotte, sodass sie sich einige Zeit in Stockholm aufhielt. 1876 vollendete sie ihr Studium bei William Adolphe Bouguereau in Paris und gehörte zu seinen besten Studenten.
Als Kosmopolitin hielt sich Cathinca Engelhart in weiteren Städten Europas auf, bis sie im Mai 1878 in Paris den englischen Arzt Thomas Howes Edward Amyot (1850–1903) heiratete und mit ihm nach Diss in der Grafschaft Norfolk zog. Aus der Ehe entsprangen drei Kinder: Thomas (* 1879), Catherine (* 1880) und Noel (* 1882). Ab 1882 ließ sich Cathinca Engelhart-Amyot mit Familie in London nieder. Sie malte vornehmlich Porträts von Mädchen und Frauen, in Auftragsarbeit, so wie Genrebilder im damaligen populären Zeitgeschmack, der so genannten Salonkunst. Auf dem Salon de Paris wie auch in Großbritannien, wo sie an der Royal Academy of Arts zwischen 1879 und 1890 ausstellte, erhielt sie viel Anerkennung für ihre Gemälde. In ihren letzten Jahren lebte sie bis zu ihrem Tod im Jahr 1926 in Sèvres bei Paris.

## Werke (Auswahl)

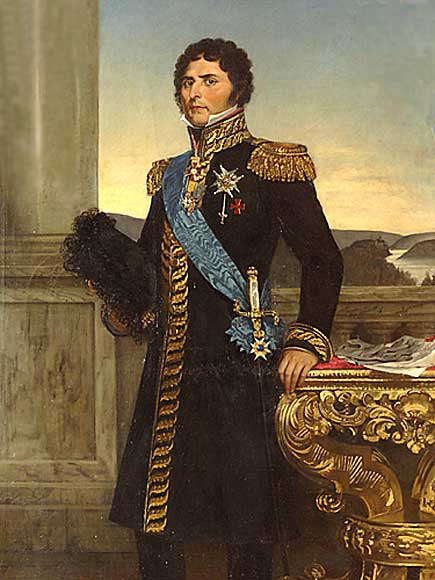
Karl XIV. Johann von Schweden

- Porträt ihrer Schwester (1870)[5]
- Bildnis Karl XIV. Johann von Schweden (1875)
- Child Holding in the Arm a Buffoon (1876)
- A special treat (1887)
- Daydreams
- Parisian Soiree
- An Armfull Of Mischief
- After the bath
- Young Woman Holding Flowers in her Arms (1899)
- La soirée parisienne (1904)